# لبنان (فیلم)
لبنان (به عبری: לבנון) نام فیلم ضدجنگ اسرائیلی به کارگردانی ساموئل مائوز درباره جنگ نخست لبنان در سال ۱۹۸۲ است.این فیلم محصول سال ۲۰۰۹ اسراییل است. 

## داستان
داستان فیلم، در مورد چهار سرباز نیروهای دفاعی اسرائیل است که سرنشینان یک تانک مرکاوا در جنگ نخست لبنان هستند. تانک آنها در یک روستای شیعه‌نشین در جنوب لبنان متوقف می‌شود و سرنشینان با خطر مرگ و زندگی روبرو می‌گردند و باید با اهالی روستا به نحوی تعامل داشته باشند.

## جوایز
- شیر طلایی شصت و ششمین جشنواره فیلم ونیز.[۳]

وی هنگام دریافت این جایزه گفت :
"من این جایزه را به هزاران نفری تقدیم می کنم که در سراسر جهان همانند من صحیح و سالم از جنگ بازمی گردند . ظاهراً مشکلی ندارند ، کار می کنند ، ازدواج می کنند و بچه دار می شوند، اما خاطرات جنگ با آنها میماند و همیشه روحشان را می آزارد."